# Клан Флетчер

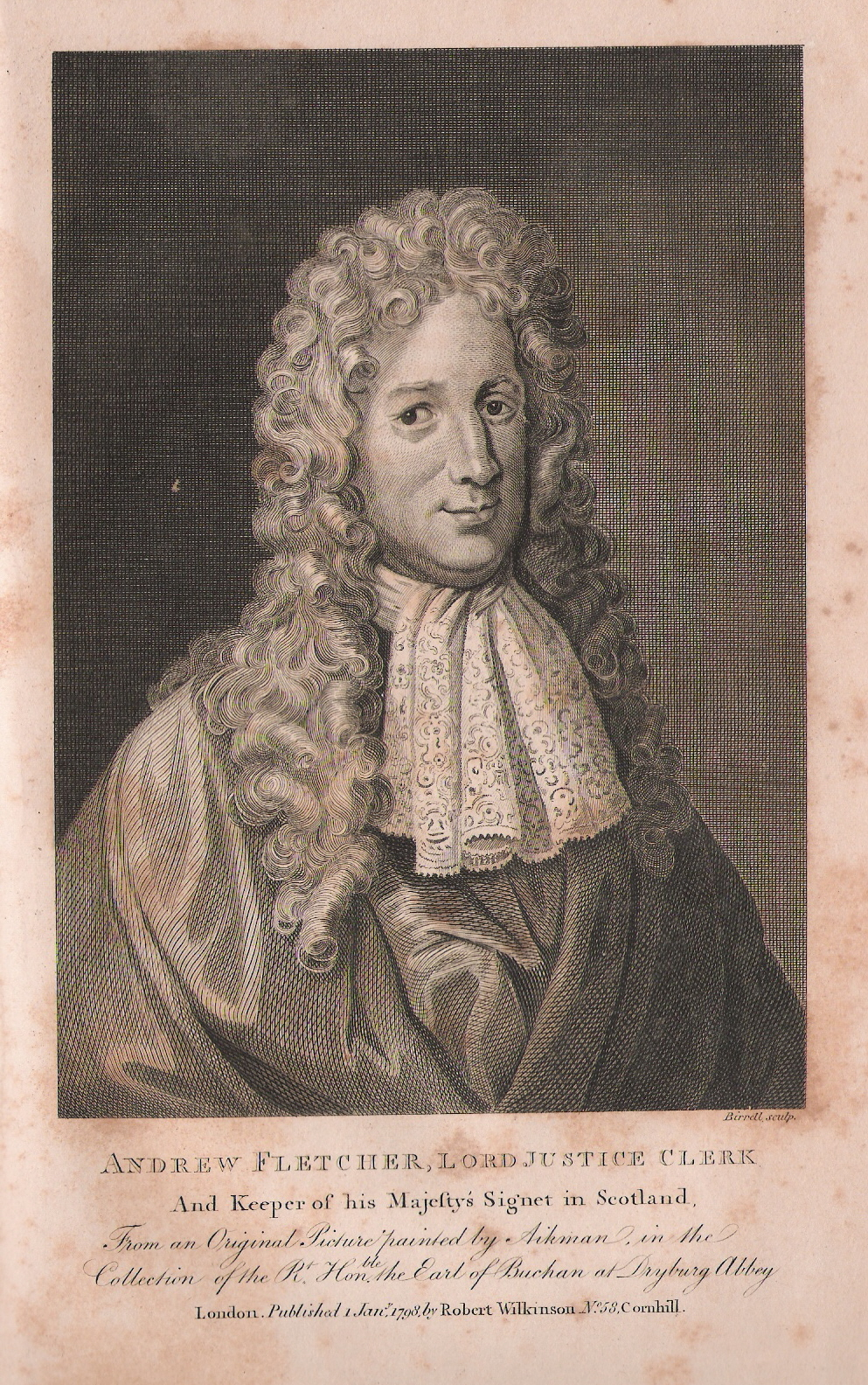
Эндрю Флетчер (1655—1716)

Клан Флетчер (шотл. — Clan Fletcher, гэльск. — Clan Mac-An-Leister) — один из кланов горной Шотландии (Хайленда).

## История клана Флетчер

### Происхождение клана Флетчер
Фамилия Флетчер довольно широко распространена по всей Шотландии, потому что она происходит от гэльского «Mac an Leister», что означает «сын лучника». Умелые лучники были в разных шотландских кланах, поэтому немало людей позже получили такие фамилии.
Например, кланы Стюарт, Кэмпбелл в Аргайле, Макгрегор в Пертшире имели среди в своих рядах людей по фамилии Флетчер (Флетчеры из Гленлойн (шотл. — Glenloyn), происходившие из клана Макгрегор).
Сам клан Флетчер утверждает, что он происходит от Кеннета I Мак Альпина — шотландского короля IX века. Поэтому считает себя частью королевского родословного древа. 
В XI веке век отряд Мак-ан-Лейстеров обосновался в регионе Гленорхи. Они стали изготавливать стрелы по заказу клана Макгрегор. 
Запись XV века в исторических хрониках о клане Флетчер касается вождя клана Ангуса Мак ан Лейстера (гэльск. — Angus Mac an Leister), который родился в 1450 году в Пертшире, жил в Гленорхи, даже после того, как клан Макгрегор был вынужден оставить эти земли в 1442 году. Клан Флетчер в конце концов потерял землю — их владения захватил Дункан Кэмпбелл в годы правления короля Якова VI Стюарта, но клан остался в этом районе как арендатор.
Клан Флетчер был и в дальнейшем связан с кланом Макгрегор. Сообщается, что кто-то из клана Флетчер спас жизнь знаменитому разбойнику Роб Рою из клана Макгрегор, когда тот был окружён драгунами.

### Восстания якобитов
Клан Флетчер принимал участие в первом восстании якобитов в 1715 года под руководством своего 9-го вождя Арчибальда Маслейстера. Во втором восстании якобитов в 1745 году, клан Флетчер боролся с обеих сторон — как на стороне повстанцев, так и на стороне британских войск, что позволило клану избежать конфискации имущества после подавления восстания.
Большинство людей из клана Флетчер были выселены из Гленорхи маркизами Кэмпбеллами оф Бредолбейн, после чего многие из клана Флетчер эмигрировали в США и Канаду.

### Флетчеры из Солтауна
Флетчеры из Солтауна и Иннерпеффера (в землях Ангус) являются потомками Эндрю Флетчера, лорда Иннерпеффера (ум. 1650), который купил имение Солтаун в Ист-Лотиане в 1643 году. Здесь же в 1653 году родился его внук, известный шотландский патриот и политик Эндрю Флетчер (1655—1716). Как депутат парламента Шотландии от Хаддингтоншира (1678—1680, 1681—1682, 1702—1707) он выступал за права шотландского народа и отчаянно боролось против заключения акта об унии между Шотландией и Англией в 1707 году. За поддержку восстания герцога Монмута в 1685 году Эндрю Флетчер вынужден был бежать в Голландию.

### Замки и вожди клана
- Замок Дананс (шотл. — Dunans Castle) является главным замком вождей клана Флетчер. Этот замок клан потерял в 1590 году, но в 1764 году вновь себе вернул, принеся с собой дверь их предыдущего дома. Замок был продан и потерян кланом в 1997 году.

- 14-й вождь клана Флетчер умер в 1911 году, в Нью-Йорке, не оставив прямых наследников. Сейчас клан не имеет своего вождя. И поэтому считается в Шотландии «кланом оруженосцев».